# RuPaul’s Drag Race UK
RuPaul’s Drag Race UK – brytyjski reality show, oparty na amerykańskim programie o tym samym tytule. Serial telewizyjny będący efektem współpracy BBC, World of Wonder i Gallowgate Productions miał premierę 3 października 2019 r. Serial jest czwartą odsłoną serii Drag Race, a drugą prowadzoną przez RuPaula. Program dokumentuje poszukiwania RuPaula i panelu sędziowskiego „następnej brytyjskiej supergwiazdy drag queen”. RuPaul pełni role gospodarza, mentora i głównego sędziego. W programie uczestniczy także panel sędziowski: Michelle Visage, Alan Carr i Graham Norton.
W marcu 2020 produkcja drugiego sezonu została zawieszona z powodu pandemii Covid-19. Zdjęcia zakończono pod koniec 2020 roku. Obsada została ogłoszona 16 grudnia 2020 r., a premiera sezonu 14 stycznia 2021 r. Program został przedłużony na trzeci (2021), czwarty (2022) i piąty (2023) sezon. Po wyemitowaniu pierwszego sezonu program otrzymał liczne nominacje m.in. w dwudziestej piątej edycji National Television Awards, w tym: „The Bruce Forsyth Entertainment Award” i „Best TV Judge”, gdzie nominacje otrzymali zarówno Visage, jak i RuPaul.
W lutym 2022 r. pojawił się spin-off programu RuPaul’s Drag Race: UK vs the World. Powrót okazał się sukcesem, a program zgromadził pięciokrotnie więcej widzów niż jakikolwiek inny program nadawany pierwszego dnia kanału. Program jest obecnie uznawany za jeden z najpopularniejszych programów BBC bez scenariusza. Sukces programu umożliwił także uczestnikom wdarcie się do przemysłu muzycznego, a także utworzenie grup dragpopowych: Frock Destroyers i United Kingdolls, a obie grupy notują na oficjalnych brytyjskich listach przebojów. Bimini Bon-Boulash, która była członkinią United Kingdolls, była pierwszą drag queen z jakiejkolwiek serii Drag Race, która otrzymała duży kontrakt płytowy głównego nurtu, podpisując wspólny kontrakt z Relentless Records i Sony Music w lipcu 2022 roku. Wyprodukowano także spin-offową serię God Shave the Queens, która przedstawia wspólną trasę uczestników Drag Race po zakończeniu programu. Sukces programu zaowocował także zakupem przez BBC praw do transmisji zarówno kanadyjskiego Drag Race, jak i RuPaul’s Drag Race Down Under.

## Historia
RuPaul’s Drag Race powstał w Stanach Zjednoczonych i został zaadaptowany w różnych krajach. Celem programu jest wyłonienie kolejnej „Drag Superstar”. RuPaul stwierdził, że serial poszukuje artysty, który wyróżni się na tle innych.
W 2014 roku spekulowano, że Jonathan Ross prowadzi brytyjską wersję Drag Race. Oświadczył, że pracuje z brytyjską drag queen Jodie Harsh i Katie Price jako jedną z jurorek. Jednak produkcja została wstrzymana w kwietniu 2014 roku, z powodu problemów rodzinnych. Rok później, w 2015 r., pierwszy sezon reality show wygrała The Vivienne.  Produkcja programu była kontynuowana, ale ponownie została zatrzymana, ponieważ producenci nie sądzili, że ktokolwiek będzie go oglądał.
Program został zamówiony przez Fionę Campbell z BBC Three i Kate Phillips z BBC Entertainment. Producentami wykonawczymi są RuPaul Charles, Fenton Bailey, Randy Barbato, Tom Campbell, Sally Miles i Bruce McCoy oraz Ruby Kuraishe z BBC.

## Format
Podobnie jak wersja amerykańska, RuPaul pełni w programie kilka ról, pełniąc rolę gospodarza, trenera i sędziego. Jako gospodarz RuPaul przedstawia znanych gości, ogłasza wyzwania, w których królowe będą brać udział co tydzień, i ujawnia, kto opuści konkurs. Program wykorzystuje progresywną eliminację, aby zmniejszyć liczbę drag queens w konkursie aż do finału. Każdy odcinek ma format składający się z miniwyzwania, wyzwania głównego, wybiegu, panelu sędziowskiego, lip sync battle i eliminacji uczestniczki.

### Maxi wyzwania i wybiegi
Wymagania głównego wyzwania różnią się w zależności od odcinka i mogą być wyzwaniami indywidualnymi lub grupowymi. Zwycięzca wyzwania otrzymuje również nagrodę specjalną za swoją wygraną, „Odznakę RuPeter”, będącą parodią słynnej odznaki Błękitnego Piotra CBBC.

### Sezony 1–3 (2019–2021): BBC Three iPlayer
Pierwsza seria RuPaul’s Drag Race UK rozpoczęła się 3 października 2019 r. w sekcji BBC Three BBC iPlayer w Wielkiej Brytanii oraz w międzynarodowym serwisie streamingowym WOW Presents Plus World of Wonder i trwała 8 odcinków. Obsada została ogłoszona 21 sierpnia na YouTube i Instagramie. Baga Chipz, Divina de Campo i The Vivienne dotarły do finału, a The Vivienne została uhonorowana tytułem pierwszej brytyjskiej supergwiazdy drag queen i udała się do Hollywood, aby zagrać we własnym cyfrowym serialu telewizyjnym. Okazało się, że wszyscy uczestnicy sezonu 1 wystąpią w dokumentalnym serialu telewizji internetowej o trasie po pierwszej serii RuPaul’s Drag Race UK. Program miał pierwotnie międzynarodową premierę 10 września 2020 r. w WOW Presents Plus i zadebiutował w BBC iPlayer 15 listopada 2020 r. Ośmioodcinkowy serial opowiadał o uczestniczkach RuPaul’s Drag Race UK 1, a Alyssa Edwards z 5. sezonu amerykańskiej wersji była gospodarzem trasy po sześciu miastach Wielkiej Brytanii zatytułowanej God Shave the Queens. Pierwsza seria odniosła ogromny sukces, generując wiele memów, ogromne uznanie krytyków, zdobywając liczne nominacje do nagród, a nawet wdzierając się na listy przebojów.
Casting do drugiego sezonu RuPaul’s Drag Race UK zakończył się 15 listopada 2019 r. Filmowanie zostało zawieszone na czas nieokreślony z powodu pandemii Covid-19. W czerwcu 2020 roku Visage potwierdziła, że program powróci po zniesieniu rządowych wytycznych. 29 października 2020 r. podczas wywiadu dla Lorraine Carr ujawnił, że produkcja ruszyła ponownie i w ciągu dwóch tygodni ma wznowić zdjęcia do drugiej serii.   Podczas wywiadu w programie Grahama Nortona, The Graham Norton Show, Dawn French ujawniła się jako pierwsza gościnna sędzia serialu. French ujawniła, że zachowano dystans społeczny i każdy z sędziów musiał zasiadać przy swoim własnym, mniejszym panelu, a nie jak zwykle zasiadał razem. 15 grudnia 2020 roku ogłoszono, że premiera drugiej serii odbędzie się 14 stycznia 2021 roku. W przeciwieństwie do sezonu 1, cztery królowe dotarły do finału, a zwyciężczynią została Lawrence Chaney.
Fenton Bailey i Randy Barbato, współzałożyciele i producenci wykonawczy World of Wonder, ujawnili, że w 2021 roku odbędą się dwie serie RuPaul’s Drag Race UK . Castingi do trzeciej serii rozpoczęły się 2 listopada 2020 roku. Jedną z królowych, które potwierdziły swój udział w konkursie, była Veronica Green, której obiecano otwarte zaproszenie do powrotu do programu po tym, jak musiała opuścić 2. serię z powodu pozytywnej diagnozy Covid-19. Emisja rozpoczęła się 23 września, a zakończyła 25 listopada 2021 roku. Ella Vaday, Kitty Scott-Claus i Krystal Versace dotarły do ostatniego odcinka, a Krystal Versace wygrała trzecią serię. Był to ostatni serial wyemitowany w BBC One jako blok BBC Three przed powrotem BBC Three jako kanału telewizyjnego. W październiku 2021 roku BBC Three ogłosiło otwarcie castingu do czwartej serii. Casting zakończył się 10 listopada 2021 r. Zawodniczka trzeciego sezonu, Victoria Scone, która musiała wycofać się z rywalizacji, ogłosiła, że nie wróci w czwartym sezonie pomimo otrzymania otwartego zaproszenia. RuPaul’s Drag Race UK był nominowany do dwóch nagród Brytyjskiej Akademii Telewizyjnej w 2022 r.
Uczestniczki sezonu 1, Blu Hydrangea, Baga Chipz i Cheryl Hole, wzięły udział w spin-offowej serii RuPaul’s Drag Race: UK vs the World w 2022 r. W tej serii dwie królowe, które najlepiej wypadły w wyzwaniu, biorą udział w „Lip Sync for the World”, a zwyciężczyni zdobywa złotą „Odznakę RuPetera” i wybiera, którą z zagrożonych królowych ma wyeliminować. Blu Hydrangea została zwyciężczynią serii.

### Sezon 4 – obecnie (2022 – obecnie): BBC Three
27 października 2021 roku na oficjalnej stronie programu na Instagramie ogłoszono, że casting do serii 4 jest już otwarty.  BBC ujawniło następnie, że data premiery czwartego sezonu to 22 września 2022 r. W dniu 2 września 2022 r. BBC ogłosiło przedłużenie programu na piątą serię. Zawodniczki czwartego sezonu zostały ogłoszone 7 września 2022 roku w mediach społecznościowych. W obsadzie pojawiła się także Dakota Schiffer, pierwsza uczestniczka otwarcie transpłciowa, która wzięła udział w brytyjskiej wersji programu. RuPaul był nieobecny podczas siódmego odcinka czwartej serii, dlatego Visage zajęła miejsce głównego sędziego i gospodarza, podczas gdy Raven zajęła miejsce Visage w panelu sędziowskim. Przypadkowo sprawiło to, że Raven stała się pierwszą byłą uczestniczką Drag Race, która zasiadła w jury serii prowadzonej przez RuPaula.
23 września 2022 r. BBC poinformowało, że uczestniczka sezonu 2, Cherry Valentine, zmarła w wieku 28 lat.
Cheddar Gorgeous, Danny Beard, Black Peppa i Jonbers Blonde dotarli do finału 24 listopada 2022 r., a sezon wygrał Danny Beard.
Zdjęcia do piątego sezonu rozpoczęły się w styczniu 2023 roku. W 2023 r. program został poddany analizie pod kątem tego, że uczestnicy nie otrzymali żadnej nagrody pieniężnej w porównaniu z innymi franczyzami Drag Race . Willam Belli, uczestnik czwartego sezonu amerykańskiej wersji, skomentował: „Muszą zapłacić dziewczynom nagrodę. To tysiące, tysiące i tysiące funtów za stroje i włosy. Niektóre z tych dziewcząt wychodzą na minus. Zwycięzca serii 4, Danny Beard, skomentował, że „mogli kupić dom” za pieniądze wydane na przygotowania do RuPaul’s Drag Race UK . We wrześniu 2023 roku ogłoszono, że program został przedłużony na szósty sezon. Ginger Johnson wygrała piąty sezon 30 listopada 2023 r..

## RuPaul’s Drag Race: UK vs the World
21 grudnia 2021 r. World of Wonder ogłosiło, że premiera spin-offu RuPaul’s Drag Race: UK vs the World odbędzie się 1 lutego 2022 r., a BBC ogłosiło, że zbiegnie się z ponownym uruchomieniem BBC Three jako kanału telewizyjnego. W serialu wystąpiły królowe z pierwszych trzech sezonów serialu, a także międzynarodowe królowe, które rywalizowały w serii Drag Race na całym świecie. Zwyciężczynią pierwszej serii RuPaul’s Drag Race: UK vs the World została Blu Hydrangea z Irlandii Północnej, a drugie miejsce zajęła Mo Heart ze Stanów Zjednoczonych. Drugi sezon serii rozpoczął się 9 lutego 2024 r. Podczas finału 29 marca 2024 r. Tia Kofi z RuPaul's Drag Race UK została zwyciężczynią, a Hannah Conda z RuPaul's Drag Race Down Under zajęła drugie miejsce. Tia Kofi otrzymała nagrodę pieniężną w wysokości 50 000 funtów – pierwszą nagrodę pieniężną przyznaną w brytyjskiej wersji programu.